# Massimo Ambrosini
Massimo Ambrosini (Pésaro, 29 de mayo de 1977) es un exfutbolista italiano que jugó de mediocampista. Su último equipo fue la Fiorentina.

## Biografía
Massimo Ambrosini comenzó su carrera en la Serie B con el AC Cesena, llegando a primera con ese equipo a los 17 años, durante la temporada 1994-95. Después pasó a las filas del AC Milan, pero en la temporada 1996-97 fue cedido al Vicenza, siendo una pieza clave para que el equipo lograse la permanencia en la Serie A.
Volvió al Milan en la temporada 1997-98, donde acabó en el décimo lugar en la Serie A y en la Copa Italia perdió la final contra la SS Lazio por un marcador global de 3-2. En la temporada 1998-99 el Milan se proclamó campeón de la Serie A, y en el 2003 de la Liga de Campeones, tras vencer a la Juventus en la tanda de penales. En la Copa Intercontinental se enfrentó a Boca Juniors y perdió por penales, pero más adelante volvió a ganar la Liga de Campeones ante el club que años atrás le había vencido, el Liverpool, con un marcador de 2-1. El Milan luego disputó el Mundial de Clubes (ex-Intercontinental), donde el rival otra vez fue Boca Juniors, al que en esta ocasión vencieron 4-2.
Tras el retiro de Paolo Maldini en 2009, Ambrosini pasó a ser el capitán del Milan. Durante la temporada 2009-10 logró asentarse como titular en el once del director técnico rossonero Leonardo, se desempeñó mayormente como mediocampista defensivo.
El 11 de junio de 2013 deja definitivamente el AC Milan. El 4 de julio de 2013 se confirma su fichaje a la Fiorentina.

## Selección nacional

### Participaciones en Eurocopas
| Copa          | Sede                   | Resultado        | Partidos | Goles |
| ------------- | ---------------------- | ---------------- | -------- | ----- |
| Eurocopa 2000 | Bélgica · Países Bajos | Subcampeón       | 3        | 0     |
| Eurocopa 2008 | Austria · Suiza        | Cuartos de final | 4        | 0     |

## Estadísticas

### Clubes
| Club | Div.          | Temporada     | Liga  | Liga  | Copa Italia | Copa Italia | Torneos internacionales(1) | Torneos internacionales(1) | Otros(2) | Otros(2) | Total | Total |
| Club | Div.          | Temporada     | Part. | Goles | Part.       | Goles       | Part.                      | Goles                      | Part.    | Goles    | Part. | Goles |
| --- | ------------- | ------------- | ----- | ----- | ----------- | ----------- | -------------------------- | -------------------------- | -------- | -------- | ----- | ----- |
| A. C. Cesena · Italia | 2.ª           | 1994-95       | 25    | 1     | 2           | 0           | —                          | —                          | —        | —        | 27    | 1     |
| A. C. Milan · Italia | 1.ª           | 1995-96       | 7     | 0     | 4           | 0           | 3                          | 0                          | —        | —        | 14    | 0     |
| A. C. Milan · Italia | 1.ª           | 1996-97       | 11    | 0     | 3           | 0           | 4                          | 0                          | —        | —        | 18    | 0     |
| A. C. Milan · Italia | 1.ª           | 1998-99       | 26    | 1     | 3           | 0           | —                          | —                          | —        | —        | 29    | 1     |
| A. C. Milan · Italia | 1.ª           | 1999-00       | 29    | 2     | 4           | 0           | 2                          | 0                          | 1        | 0        | 36    | 2     |
| A. C. Milan · Italia | 1.ª           | 2000-01       | 16    | 3     | 3           | 1           | 7                          | 0                          | —        | —        | 26    | 4     |
| A. C. Milan · Italia | 1.ª           | 2001-02       | 9     | 3     | 1           | 0           | 3                          | 0                          | —        | —        | 13    | 3     |
| A. C. Milan · Italia | 1.ª           | 2002-03       | 21    | 1     | 3           | 1           | 13                         | 0                          | —        | —        | 37    | 2     |
| A. C. Milan · Italia | 1.ª           | 2003-04       | 20    | 1     | 3           | 1           | 6                          | 0                          | 3        | 0        | 32    | 2     |
| A. C. Milan · Italia | 1.ª           | 2004-05       | 22    | 1     | 4           | 2           | 11                         | 1                          | 1        | 0        | 38    | 4     |
| A. C. Milan · Italia | 1.ª           | 2005-06       | 13    | 1     | 1           | 0           | 4                          | 0                          | —        | —        | 18    | 1     |
| A. C. Milan · Italia | 1.ª           | 2006-07       | 19    | 2     | 3           | 0           | 12                         | 0                          | —        | —        | 34    | 2     |
| A. C. Milan · Italia | 1.ª           | 2007-08       | 33    | 4     | 0           | 0           | 7                          | 0                          | 3        | 0        | 43    | 4     |
| A. C. Milan · Italia | 1.ª           | 2008-09       | 28    | 7     | 0           | 0           | 5                          | 1                          | —        | —        | 33    | 8     |
| A. C. Milan · Italia | 1.ª           | 2009-10       | 30    | 1     | 1           | 0           | 8                          | 0                          | —        | —        | 39    | 1     |
| A. C. Milan · Italia | 1.ª           | 2010-11       | 18    | 1     | 1           | 0           | 4                          | 0                          | —        | —        | 23    | 1     |
| A. C. Milan · Italia | 1.ª           | 2011-12       | 22    | 1     | 2           | 0           | 6                          | 0                          | 1        | 0        | 31    | 1     |
| A. C. Milan · Italia | 1.ª           | 2012-13       | 20    | 0     | 1           | 0           | 4                          | 0                          | —        | —        | 25    | 0     |
| A. C. Milan · Italia | Total club    | Total club    | 344   | 29    | 37          | 5           | 99                         | 2                          | 9        | 0        | 489   | 36    |
| Vicenza Calcio · Italia | 1.ª           | 1997-98       | 27    | 1     | 1           | 0           | —                          | —                          | 6        | 0        | 34    | 1     |
| A. C. F. Fiorentina · Italia | 1.ª           | 2013-14       | 21    | 0     | 1           | 0           | 8                          | 1                          | —        | —        | 30    | 1     |
| Total carrera | Total carrera | Total carrera | 417   | 31    | 41          | 5           | 107                        | 3                          | 15       | 0        | 580   | 39    |
| (1) Incluye datos de la Copa de la UEFA (1995-09), Liga de Campeones de la UEFA (1996-13) y Liga Europa de la UEFA (2013-14). (2) Incluye datos de la Supercopa de Italia (2000-11), Supercopa de Europa (2003-07), Copa Intercontinental (2003) y Copa Mundial de Clubes de la FIFA (2007). |               |               |       |       |             |             |                            |                            |          |          |       |       |

## Palmarés

### Campeonatos nacionales
| Título              | Club        | País   | Año  |
| ------------------- | ----------- | ------ | ---- |
| Serie A             | A. C. Milan | Italia | 1996 |
| Serie A             | A. C. Milan | Italia | 1999 |
| Copa Italia         | A. C. Milan | Italia | 2003 |
| Serie A             | A. C. Milan | Italia | 2004 |
| Supercopa de Italia | A. C. Milan | Italia | 2004 |
| Serie A             | A. C. Milan | Italia | 2011 |
| Supercopa de Italia | A. C. Milan | Italia | 2011 |

### Campeonatos internacionales
| Título                 | Club        | Sede       | Año  |
| ---------------------- | ----------- | ---------- | ---- |
| Liga de Campeones      | A. C. Milan | Mánchester | 2003 |
| Supercopa de Europa    | A. C. Milan | Mónaco     | 2003 |
| Liga de Campeones      | A. C. Milan | Atenas     | 2007 |
| Supercopa de Europa    | A. C. Milan | Mónaco     | 2007 |
| Copa Mundial de Clubes | A. C. Milan | Yokohama   | 2007 |